# История Рио-де-Жанейро
История Рио-де-Жанейро насчитывает около полутысячи лет.
1 января 1502 года португальским мореплавателем Гаспаром де Лемушем был открыт залив Гуанабара. Португальцы приняли залив за устье реки — отсюда название города, в переводе с португальского означающее январская река.
В 1555 году 500 французских колонистов под командованием адмирала Николя Дюрана де Вильганьона основали на острове Серигипе колонию Анривиль, и построили Форт-Колиньи. С целью изгнания французов в 1560 году генерал-губернатор Бразилии Мем ди Са отправил против них экспедицию из 2 судов и 6 лодок (каноэ) со 120 португальцами и 140 индейскими союзниками.
Им удалось взять и уничтожить французский форт (в котором к моменту штурма было лишь 74 человека), но большая часть французов укрылась в окрестных джунглях. В 1565 году на материке неподалёку от французского поселения высадились португальские войска под командованием Эштасиу ди Са — племянника Мем ди Са. В качестве базы для операций португальцы основали у подножия горы Сахарная голова укрепление Сан-Себастьян ди Рио-де-Жанейро. Боевые действия продолжались два года, сам Эштасиу ди Са погиб, но свою задачу португальцы выполнили: французы были изгнаны. В 1567 году было образовано капитанство Рио-де-Жанейро. В 1568 году по распоряжению Мем ди Са далее в глубине материка на берегу залива было выбрано место для поселения. Так началось развитие города.
В 1572 году для усиления обороны этих мест было создано генерал-губернаторство Рио-де-Жанейро, однако в 1578 году они были возвращены под власть генерал-губернаторства Бразилия. В 1607 году генерал-капитанство было воссоздано вновь, однако в 1613 территория опять была возвращена под власть генерал-губернатора. В 1621 году генерал-губернаторство было ликвидировано, а его территория — разделена между двумя штатами; залив Гуанабара с прилегающими землями оказался в составе штата Бразилия. В 1763 году столица Бразилии была перенесена из Салвадора в Рио-де-Жанейро.
В конце XVIII века наступил экономический спад: Центральная Америка успешно вытесняла Южную с рынка сахара, добыча золота и алмазов уменьшилась. В 1796 году экспорт через порт Рио-де-Жанейро составил менее половины стоимости экспорта 1760 года. 

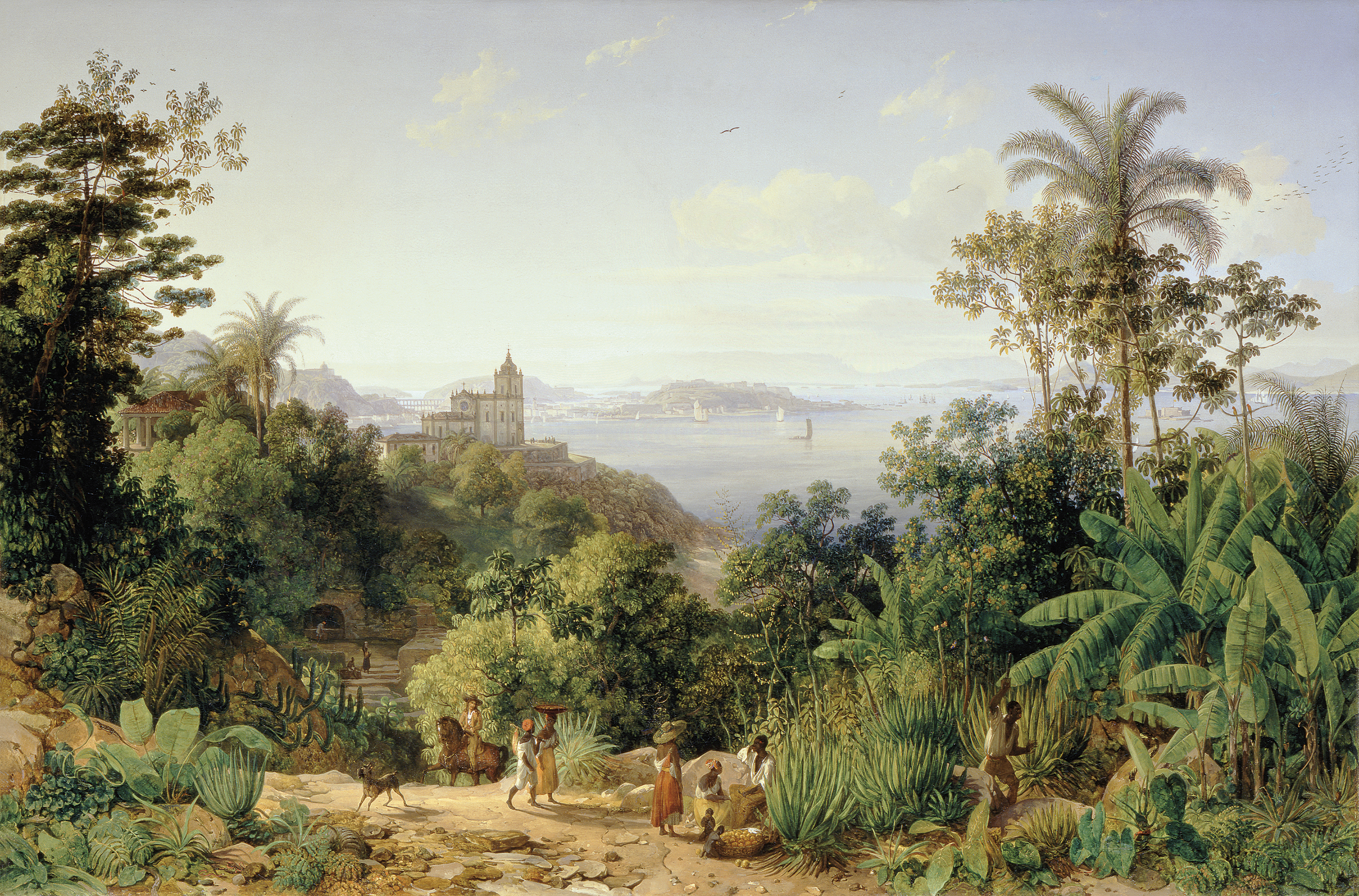
Вид на Рио-де-Жанейро
Томас Эндер, 1817

Однако новый толчок развитию города дали Наполеоновские войны: в 1808 году португальская королевская семья бежала из Европы в Южную Америку и сделала Рио-де-Жанейро столицей. С 1808 по 1818 годы в Рио-де-Жанейро были построены и отреставрированы сотни зданий. В 1815 году было провозглашено Соединённое королевство Португалии, Бразилии и Алгарве. В 1821 году король Жуан VI был вынужден вернуться в Лиссабон, оставив Бразилию своему сыну Педру. В следующем году Педру провозгласил независимость Бразилии, и Рио-де-Жанейро стал столицей Бразильской империи. В это время в городе проживало 113 тысяч человек и имелось 13,5 тысяч зданий.
Расширение экспорта кофе привело к росту населения столицы и повышению его благосостояния. Возникали новые районы, в которых селились банкиры и плантаторы. В 1835 году началось регулярное пароходное сообщение с Нитероем, а в 1838 году в городе появился первый общественный транспорт — омнибус. В 1852 году Рио-де-Жанейро был связан железной дорогой с Петрополисом, в 1858 — с Нова-Игуасу. В 1854 году уличные светильники были переведены с масла на газ, в 1864 году в городе появилась канализация, в 1868 по улицам начала ходить конка, с 1877 года начала развиваться телефонная сеть.

Залив Родриго де Фрейтас, Рио-де-Жанейро
Николя Фачинетти, 1884

В 1889 году Бразилия стала республикой. Согласно переписи 1890 года в Рио-де-Жанейро проживало 520 тысяч человек и он занимал площадь 158 км², что делало его крупнейшим городом страны и одним из крупнейших городов мира. Конституция 1891 года выделила его в отдельный федеральный округ.
В период с 1902 по 1906 город подвергся реконструкции: осушались болота (что уменьшило заболеваемость эпидемическими болезнями), расширялись и благоустраивались улицы.
В 1920 году население федерального округа превысило миллион человек, а в 1940 году достигло 1 миллиона 750 тысяч человек. Развивалась промышленность, изменялся ландшафт, в городе появились первые небоскрёбы и электрический транспорт. К 1960 году население города превысило 3,3 миллиона человек.
В 1960 году столица страны была перенесена в Бразилиа, что несколько замедлило, но не остановило рост населения города: в 1980 году население города превысило 5 миллионов человек, и ещё 3,6 миллионов человек проживали в пригородах. В связи с переносом столицы бывший федеральный округ был преобразован в штат Гуанабара. В 1975 году он был присоединён к штату Рио-де-Жанейро, и город Рио-де-Жанейро стал столицей объединённого штата.